# Biblioteca Digital Hispánica
La Biblioteca Digital Hispánica (BDH) es un recurso en línea de la Biblioteca Nacional de España  (BNE) que proporciona acceso libre y gratuito a miles de documentos digitalizados por la Biblioteca. Permite la consulta, lectura y descarga de libros impresos entre los siglos XV y XIX, manuscritos, dibujos, grabados, folletos, carteles, fotografías, mapas, atlas, prensa, revistas y grabaciones sonoras. Los documentos que son de dominio público tienen acceso libre y gratuito, pero la Biblioteca también acoge algunos títulos sujetos a derechos de autor. En concreto hay 2812 títulos que se pueden consultar parcialmente gracias al proyecto piloto Enclave, en el que la BNE colabora con los editores. Entre los objetivos de la BDH destaca el de contribuir a la difusión del patrimonio bibliográfico y documental español al mismo tiempo que se garantiza su preservación y conservación.
La BDH se presentó en 2008 tras la firma del convenio con Telefónica, empresa que apoyó financieramente el lanzamiento del proyecto de digitalización. Anteriormente la BDH fue cofinanciada por la entidad pública empresarial del Ministerio de Industria, Comercio y Turismo RED.ES El convenio de colaboración con Telefónica se ha renovado en el mes de julio de 2014 por otros cuatro años. El objetivo de este último convenio está más enfocado a la mejora y ampliación de los canales de acceso a los documentos ya digitalizados que a aumentar la colección.

## La colección

### Datos cuantitativos
En 2008, año de su lanzamiento, la BDH contaba con alrededor de 10.000 obras. En 2020 contó con 222.000 títulos de diversa temática y tipología. Gran parte de la digitalización se debió a un convenio con Telefónica, con el cual se hizo un plan de digitalización de obras de Unamuno, Valle-Inclán o Lorca, entre otros, así como algunas obras emblemáticas de autores como Rosalía de Castro o Clarín, que aún no han sido incluidas.

### La creación de la colección[2]

#### Selección de obras
La selección de los documentos que se incluyen en la BDH está sujeta a distintos criterios que tienen que ver con el contenido, de forma que se digitalizan documentos que permitan crear después relaciones basadas en la temática (viajes, Guerra de la Independencia…); con el interés que despierta entre los usuarios, según la experiencia de los propios bibliotecarios; con el valor patrimonial, de manera que se incluyen los títulos considerados tradicionalmente como obras maestras; y con el interés propiamente material que tiene el documento: incunables, grabados, manuscritos… Además de todo esto, también se tiene en cuenta la necesidad de preservación de la obra, pues su digitalización disminuye la consulta presencial y, por tanto, su deterioro. Sin embargo, si la digitalización pudiera dañar el documento por su delicado estado físico, el proceso puede descartarse.

#### Digitalización
El proceso de digitalización sigue, fundamentalmente, estos pasos:
- Obtención de la imagen en formato TIFF.
- Enderezamiento y corrección de las imágenes.
- Recorte de las imágenes TIFF MÁSTER para obtener un derivado.
- Limpieza de las imágenes para eliminar manchas que pudiera haber.
- Análisis de la inclinación del texto y corrección si fuera necesario.
- Procesado automático de las imágenes para convertirlas en blanco y negro.
- Se generan archivos de difusión en formato PDF o JPEG, se crean los marcadores en los PDF y se incluye la marca de agua de la BNE.
- Verificación de las imágenes para comprobar que todos los ficheros de cada ejemplar tienen el mismo nombre.
- Relación de cada archivo de difusión con su registro MARC.
- Control de calidad.
- Carga de las imágenes en Pandora.[5][6]

### Organización de la información
Para facilitar una exploración rápida y cómoda, los documentos están organizados según tres criterios de acceso:
- Acceso temático, conforme al Sistema de Clasificación Decimal Universal o CDU: Bellas Artes, Ciencias Puras, Filosofía, Lingüística, Geografía, etc.
- Acceso por soporte o tipo de material: libro, manuscrito, dibujos, grabados, fotografías, mapas, partituras, registros sonoros, prensa y revistas.
- Acceso por colecciones destacadas: Obras maestras, digitalización de discos de pizarra, Ephemera, Libros de caballería, Teatro del Siglo de Oro, Estampas japonesas, Carteles publicitarios, Iconografía hispánica, Grabados alemanes, Grabados flamencos y holandeses, etc.

## Proyectos de colaboración
Desde la Biblioteca Digital Hispánica se establecen lazos de cooperación nacionales e internacionales con otras bibliotecas, así como con otras instituciones públicas y privadas. A nivel nacional, Hispana, Bubok, Casa del Libro. A nivel internacional: The European Library (TEL), Europeana, Biblioteca Digital Mundial, Biblioteca Digital del Patrimonio Iberoamericano.